# آئرو ای‌بی-۱۸۰
آئرو ای‌بی-۱۸۰ (به انگلیسی: Aero_Boero_AB-180) یک هواگرد ملخ‌پیشین تک‌موتوره از نوع ترابری غیرنظامی ساخت شرکت Aero Boero است. هواگرد آئرو ای‌بی-۱۸۰ نخستین پروازش را در ۱۹۶۷ میلادی انجام داد. این هواگرد در سال ۱۹۶۹ میلادی رسماً معرفی گردید و در سال‌های ۱۹۶۹–۲۰۰۰ تولید شده‌است.